# 물만골역
물만골역(Mulmangol station, 물만골驛)은 대한민국 부산광역시 연제구 연산동에 위치해 있는 부산 도시철도 3호선의 전철역이다.

## 특징
역사 지하 1층에 인권전시관이 있으며 인근에 연제구청, 연산초등학교, 연산종합시장이 있다.
이 역은 망미고개 시작점에 위치하고 있기 때문에 역사가 지하 5층으로 지어져 있어 역이 깊은 편에 속한다.

## 역명의 유래
역사가 위치한 인근의 마을 이름에서 유래하였다. 물만골은 본래 황령산 북쪽 골짜기의 이름으로, 물이 풍부하여 물이 많은 곳이라는 말에서 물만골이 되었다고 한다. 그러나, 역명과는 달리 실제로 물만골은 물만골역에서 상당히 멀리 떨어져 있으며,(1.5km 정도) 물만골 마을을 경유하는 연제구1번 마을버스는 이 역이 아닌 시청역을 경유한다.

## 연혁
- 2005년 11월 28일 : 3호선 (수영 - 대저) 개통과 동시에 영업 개시
- 2012년 11월 22일 : 열차 추돌 및 탈선 사고 발생

## 역 구조
2면 2선의 상대식 승강장을 가진 지하역이다. 스크린도어가 설치되어 있다.
- 반대편횡단: 가능

### 승강장
| 배산 ↑ |
| \| 상  |
| ↓ 연산 |

| 상행 | ● 부산 도시철도 3호선 | 배산·망미·수영 방면            |
| 하행 | ● 부산 도시철도 3호선 | 연산·미남· 덕천·구포·대저 방면 |

- 대합실을 통과해 반대편 승강장으로 이동이 가능하다.

## 역 주변
- 물만골
- 연산 6동 행정복지센터
- 연산초등학교
- 연제중학교
- 동명초등학교
- 연제고등학교
- 신리삼거리
- 연제구청
- E-마트 연제점
- 연산종합시장

## 승차량 변동
| 노선  | 승차 인원 | 승차 인원 | 승차 인원 | 승차 인원 | 승차 인원 | 승차 인원 | 승차 인원 | 승차 인원 | 주 석 |
| 노선  | 2005년    | 2006년    | 2007년    | 2008년    | 2009년    | 2010년    | 2011년    | 2012년    | 주 석 |
| ----- | --------- | --------- | --------- | --------- | --------- | --------- | --------- | --------- | ----- |
| 3호선 | 2030      | 2741      | 2732      | 2934      | 3002      | 3109      | 3352      | 3407      | [ 1 ] |
| 노선  | 2013년    | 2014년    | 2015년    | 2016년    | 2017년    | 2018년    | 2019년    | 2020년    |       |
| 3호선 | 3484      | 3488      | 3392      | ?         | ?         | ?         | ?         | ?         | [ 1 ] |

## 사고
2012년 11월 22일 오전 8시 15분쯤, 배산역에서 이 역으로 오던 3038호 전동차가 물만골역 전방 100여m 지점에서 고장으로 정차해 견인하는 과정에서 열차끼리 추돌하는 사고가 발생하였다. 이 사고로 인해 앞 차량 객실에 서 있던 사람들이 넘어지면서, 승객 40여명이 골절상 등 크고 작은 부상을 입어, 인근 병원에서 치료를 받아야 했다. 먼저 멈춰 선 열차가 곡선 주로에 있어서, 견인을 위해 도착한 3040호 열차가 미처 앞 차량을 발견하지 못해 속도를 줄이지 못하여, 앞에 서 있는 열차를 뒤에서 강하게 들이받으면서 일어난 것으로 추정되고 있다. 한편 이 충격으로 밀기 위해 왔던 3040호 전동차의 바퀴 2개가 탈선하기도 했다. 3038호 전동차는 사고 후 대저차량사업소로 회송되었다.

## 인접한 역
| 부산 도시철도 3호선 | 부산 도시철도 3호선   | 부산 도시철도 3호선 |
| ------------------- | --------------------- | ------------------- |
| 303 배산 수영 방면  | ● 부산 도시철도 3호선 | 305 연산 대저 방면  |